# Roš Pina
Roš Pina (hebrejsky רֹאשׁ פִּנָּה‎ nebo ראש פינה‎, doslova Nárožní kámen, anglicky Rosh Pina, v oficiálním přepisu do angličtiny Rosh Pinna) je místní rada (malé město) v Izraeli, v Severním distriktu.

## Geografie
Leží v nadmořské výšce 394 metrů, na východním úbočí hory Har Kana'an v Horní Galileji poblíž údolí horního toku řeky Jordán. Ze svahů Har Kana'an skrz město prochází směrem k řece Jordán vodní tok Nachal Roš Pina. Město se nachází cca 122 kilometrů severovýchodně od centra Tel Avivu a cca 55 kilometrů severovýchodně od centra Haify.
Roš Pina je situována v hustě osídleném pásu, přičemž osídlení v tomto regionu je většinově židovské. Vlastní Roš Pinu obývají Židé, stejně jako většinu zemědělských obcí v údolí Jordánu. Výjimkou je město Tuba-Zangarija cca 4 kilometry východním směrem, které obývají Izraelští Arabové. Na západ od Roš Piny ovšem začíná centrální hornatá oblast Galileje, ve které mají demografickou převahu Arabové.
Roš Pina je na dopravní síť napojena pomocí dálnice číslo 90, která vede severojižním směrem podél Jordánu, z Metuly do Tiberiady. Z ní zde odbočuje k západu lokální silnice číslo 8900 vedoucí do Safedu.

## Dějiny
Roš Pina byla založena v roce 1882. K prvnímu pokusu o židovské osídlení tu došlo už roku 1879, kdy sem dorazila skupina lidí ze Safedu, kteří se chtěli stát zemědělci. Zakoupili zde pozemky, ale nedostatečné zkušenosti s farmařením, nevlídné klima a nemoci přiměly většinu osadníků, aby svůj pokus vzdali. Roš Pina občas bývá popisována jako nejstarší novověká židovská osada v Palestině, protože byla založena o tři týdny dříve než Petach Tikva. Tato prvotní osada ale z výše uvedených důvodů v roce 1880 prakticky zanikla. Navíc nesla jiné jméno: Gaj Oni, podle sladkovodního pramene, který tu ústí do Nachal Roš Pina.
K skutečnému vzniku Roš Piny tak došlo až v 1. prosince 1882. Tentokrát byla osídlena skupinou Židů z Rumunska, kteří sem dorazili v rámci první aliji. Pojmenování nové vesnice je inspirováno citátem z Bible v Knize žalmů 118,22: "Kámen, jejž zavrhli stavitelé, stal se kamenem úhelným." Další osadníci do vesnice dorazili z Ruska. Roku 1884 převzal tuto zemědělskou osadu pod svou správu baron Edmond James de Rothschild. Z této doby pochází správní budova, dodnes dochovaná jako Midrešet Roš Pina. Roku 1889 tu vznikla první škola s hebrejským vyučovacím jazykem. Ekonomika osady se tehdy zaměřovala na produkci vína a hedvábí, od roku 1905 ale byly tyto obory opuštěny a vesničané přešli na běžnou rostlinnou a živočišnou výrobu.
V roce 1901 přešla vesnice pod správu Jewish Colonization Association zřízené baronem Rotschildem pro pokračování jeho sponzorských aktivit v Palestině. Místní obyvatelé nesouhlasili s podmínkami, za kterých měla osada nově fungovat a v únoru 1901 dokonce kvůli tomu vyslali delegaci do Evropy. V nedaleké vesnici Metula téhož roku dokonce došlo k potyčce mezi rolníky a zástupci Jewish Colonization Association, která byla nakonec vyřešena smírem.
Roš Pina se počátkem 20. století stala místem významného agronomického výzkumu, jehož výsledky pak využívaly další židovské vesnice. Roku 1917 zde byla také zřízena laboratoř pro výzkum malárie, která tehdy sužovala místní obyvatele.
V dubnu 1938 Britové zatkli v Roš Pině tři členy organizace Irgun, kteří stříleli na arabský autobus. Jeden z nich, Šlomo Ben Josef, byl pak za to popraven a stal se pro pravicovou část izraelské společnosti symbolem protibritského odporu.
V době první arabsko-izraelské války v roce 1948 ležela Roš Pina v místech bojů mezi izraelskou armádou a arabskými silami. Jednání o příměří mezi Izraelem a Sýrií se po válce odehrávaly od dubna do července 1949 v prostoru východně odtud, v území nikoho mezi Roš Pina a Mišmar ha-Jarden.
V roce 1949 byla Roš Pina povýšena na místní radu (malé město). Téhož roku měla obec 400 obyvatel a rozlohu katastrálního území 18 000 dunamů (18 kilometrů čtverečních).
Obyvatelstvo se zčásti živí turistickým ruchem. V centru Roš Piny se dochovala původní zástavba z konce 19. století. U obce leží průmyslová zóna Cachar. V Roš Pina funguje sekulární základní škola. Děti z náboženských rodin dojíždějí do škol v Safedu.

## Demografie
Podle údajů z roku 2005 tvořili Židé 97,8 % populace Roš Pina a včetně "ostatních" tedy nearabských obyvatel židovského původu ale bez formální příslušnosti k židovskému náboženství 99,3 %. Jde o menší sídlo spíše vesnického typu se setrvalým populačním růstem. K 31. prosinci 2014 zde žilo 2906 lidí. Během roku 2014 populace stoupla o 2,1 %.
| Rok            | 1948 | 1949 | 1961 | 1972 | 1983  | 1995  | 2001  | 2003  | 2004  | 2005  | 2006  | 2007  | 2008  | 2009  | 2010  | 2011  | 2012  | 2013  | 2014  |
| -------------- | ---- | ---- | ---- | ---- | ----- | ----- | ----- | ----- | ----- | ----- | ----- | ----- | ----- | ----- | ----- | ----- | ----- | ----- | ----- |
| Počet obyvatel | 346  | 400  | 700  | 830  | 1 186 | 1 786 | 2 140 | 2 269 | 2 298 | 2 400 | 2 462 | 2 521 | 2 546 | 2 670 | 2 662 | 2 675 | 2 783 | 2 845 | 2 906 |